# Ministry of Infrastructure (Ruanda)
Das Ministry of Infrastructure (MININFRA, Kinyarwanda Ministeri y'Ibikorwaremezo, französisch Ministère des Infrastructures, „Ministerium für Infrastruktur“) ist ein Ministerium der Regierung Ruandas. Es ist die oberste für die Infrastruktur des Landes zuständige Behörde. Geleitet wird das Ministerium vom Minister of Infrastructure („Minister für Infrastruktur“). Stand März 2024 ist dieser Jimmy Gasore. Der Hauptsitz des Ministeriums befindet sich in der Hauptstadt Kigali in Kimihurura im gleichnamigen Sektor Kimihurura des Distrikts Gasabo.

## Geschichte
Das Ministerium wurde 1962 als Ministry for Technical Businesses gegründet. Seitdem wurde es mehrfach umbenannt:
- 1962 – 1965: Ministry for Technical Businesses
- 1965 – 1973: Ministry of Public services
- 1973 – 1980: Ministry of Public Services and Energy
- 1980 – 1994: Ministry of Public Services, Water and Energy
- 1994 – 1997: Ministry of Public Services and Energy
- 1997 – 1999: Ministry of Public Services (MINITRAP)
- 1999 – 2002: Ministry of Public Services, Transport and Communication (MINITRACO)
- ab 15. November 2002: Ministry of Infrastructure (MININFRA)

## Minister
- November 2002 – 2004: Jean Damascene Ntawukuriryayo[2]
- 2004 – 2006: Evariste Bizimana[3]
- 2006 – 2008: Stanislas Kamanzi[4]
- 2008 – 2009: Linda Bihire[4]
- 2009 – 2011: Vincent Karega[5]
- 2011 – 2014: Albert Nsengiyumva[6]
- 2014 – April 2018: James Musoni[6]
- April 2018 – Januar 2022: Claver Gatete[7]
- Januar 2022 – September 2023: Ernest Nsabimana[7][8]
- ab September 2023: Jimmy Gasore[8]

## Behörden und Unternehmen
Zu den Behörden und staatlichen Unternehmen unter dem Ministerium für Infrastruktur zählen:
- Road Maintenance Fund (RMF)
- Rwanda Civil Aviation Authority (RCAA)
- Rwanda Energy Group (Energy Development Company Ltd und Energy Utility Company Ltd)
- Water and Sanitation Corporation Ltd
- Rwanda Transport Development Agency (RTDA)
- Rwanda Housing Authority (RHA)
- RwandAir – staatliche Fluggesellschaft